# Alicia Acosta
Alicia Acosta García más conocida como Alicia Acosta (Hidalgo del Parral, 26 de marzo de 1929-Ciudad de México, 21 de junio de 2019), fue una escritora mexicana.

## Biografía
Nació el 26 de marzo de 1929 en Hidalgo del Parral, Chihuahua, pero se radicó desde temprana edad en la Ciudad de México, lugar donde se formó académicamente.
Es autora de nueve libros, entre los que se destacan: A la orilla del milenio (1999), Vértigo de sombras (2002), El llanto de la luna (2003), entre otros más. Así mismo parte de su obra se encuentra en diversas antologías nacionales e internacionales.
A lo largo de su trayectoria fue galardonada con 38 premios, entre estos por la Editorial Jus en 1981; el Patronato Cultural Iberoamericano en 1989; la Editorial Casa de la Cultura de Oaxaca en 1990; la Plataforma Cultural de Tabasco en 2005; y la Editorial Doble Sol en 2009. Recibió homenajes del Gobierno del Estado de Chihuahua y de la Secretaría Cultural de la Escuela Científica Basilio de Buenos Aires, Argentina.

## Publicaciones seleccionadas

### Antologías
- Saavedra, Aurora Marya, ed. (1996). Las divinas mutantes: carta de relación del itinerario de la poesía femenina en México. Toluca, Estado de México: Coordinación de Difusión Cultural, Dirección de Literatura/UNAM. ISBN 9789683643179.

### Libros
- Acosta, Alicia (1999). A la orilla del milenio: poesía. Compañia Editorial.
- Acosta, Alicia (2002). Vértigo de sombras. México, D.F.: Fundación Cultural Trabajadores de Pascual y del Arte. ISBN 9685243123.
- Acosta, Alicia (2003). El llanto de la luna. México, D.F.